# Södra Hörken
Södra Hörken är en sjö i Ljusnarsbergs kommun och Ludvika kommun i Västmanland och ingår i Norrströms huvudavrinningsområde. Sjön har en area på 8,04 kvadratkilometer och ligger 257,9 meter över havet. Största djup är 41 meter och medeldjupet är 13,8 meter. Sjön avvattnas av vattendraget Högforsälven.

## Delavrinningsområde
Södra Hörken ingår i det delavrinningsområde (665847-145667) som SMHI kallar för Utloppet av Södra Hörken. Medelhöjden är 285 meter över havet och ytan är 45,03 kvadratkilometer. Det finns inga avrinningsområden uppströms utan avrinningsområdet är högsta punkten. Högforsälven som avvattnar avrinningsområdet har biflödesordning 3, vilket innebär att vattnet flödar genom totalt 3 vattendrag innan det når havet efter 280 kilometer. Avrinningsområdet består mestadels av skog (64 procent). Avrinningsområdet har 8,44 kvadratkilometer vattenytor vilket ger det en sjöprocent på 18,7 procent. Bebyggelsen i området täcker en yta av 3,76 kvadratkilometer eller 8 procent av avrinningsområdet.